# Astor Island
Astor Island ist eine Insel im Archipel der Südlichen Shetlandinseln. Sie liegt zwischen Rugged Island und der Westküste der zur Livingston-Insel gehörenden Byers-Halbinsel.
Der Falkland Islands Dependencies Survey fertige zwischen 1955 und 1957 erste Luftaufnahmen von der Insel an und nahm zwischen 1957 und 1958 eine Vermessung vor. Eine neuerliche Kartierung durch britische Wissenschaftler erfolgte im Jahr 2008. Das UK Antarctic Place-Names Committee benannte sie 1958 nach B. Astor, Besatzungsmitglied des Robbenfängers Jane Maria, mit dem 1819 Gesteinsproben von den Südlichen Shetlandinseln zum Lyceum of Natural History (heute das American Museum of Natural History in New York) transportiert worden waren.